# Фракийские мученики
Фракийские мученики
Память:
- В православии: 20 августа (по юлианскому календарю) / 02 сентября (по григорианскому календарю).
- В католицизме: 20 августа по григорианскому календарю.

Тридцать семь (по иным сведениям — сорок) мучеников, пострадали за Христа во Фракии, что на севере современной Греции, при суб-префекте Аппелиане. Сначала были усечены их руки и ноги, затем сами они были заживо брошены в печь. Парижский кодекс 1587 г. приводит их имена — Зефир (Σευήρος), Орион (Ωρίωνας), Антилин (Αντιλίνος), Молия (Μολίας), Евдаимон (Ευδαίμονας), Силуан (Σιλουανός), Сабина (Σαβίνος), Евстафий (Ευστάθιος), Стратон (Στράτωνας) и Восва (Βόσβας) из Византии, а также Тимофей(Τιμόθεος), Пальмат (Παλμάτος), Меот (Μεστός), Никон (Νίκωνας), Дифил (Δίφιλος), Доместиан (Δομετιανός), Максим (Μάξιμος), Неофит (Νεόφυτος), Виктор (Βίκτωρας), Рин (Ρίνος), Саторнин (Σατορνίνος), Епафродит (Επαφρόδιτος), Керк (Κερκάς), Гай (Γάιος), Зотик (Ζωτικός), Кронион (Κρονίονας), Антанас (Ανθάνας), Еврос (Εύρος), Зоил (Ζωΐλος), Тиран (Τύραννος), Агат (Αγαθός), Панстен (Πανσθένης), Ахилл (Αχιλλέας), Пантирий (Πανθήριος), Хрисанф (Χρύσανθος), Афинодор (Αθηνόδωρος), Пантолеонт (Παντολέοντας), Теосевий (Θεοσεβής), Генетлий (Γενέθλιος) и Мемнон (Μέμνονας) из Филиппополя. В кодексе Патмиако (Πατμιακό Κώδικα) упоминаются на 24 августа 33 мученика с некоторыми отличиями в именах.
В православном календаре РПЦ МП сведения об этих святых приводятся в таком виде: «Мчч Севира и Мемнона и с ними 37-ми мучеников (304)», то есть речь идёт о 39 мучениках, принявших смерть за Христа в 304 году. В этом же календаое в приложении имён святых указывается: «Севир...Фракийский, пресвитер, сщмч.»; «Мемнон... Фракийский, сотник, мч.».